# Shungite

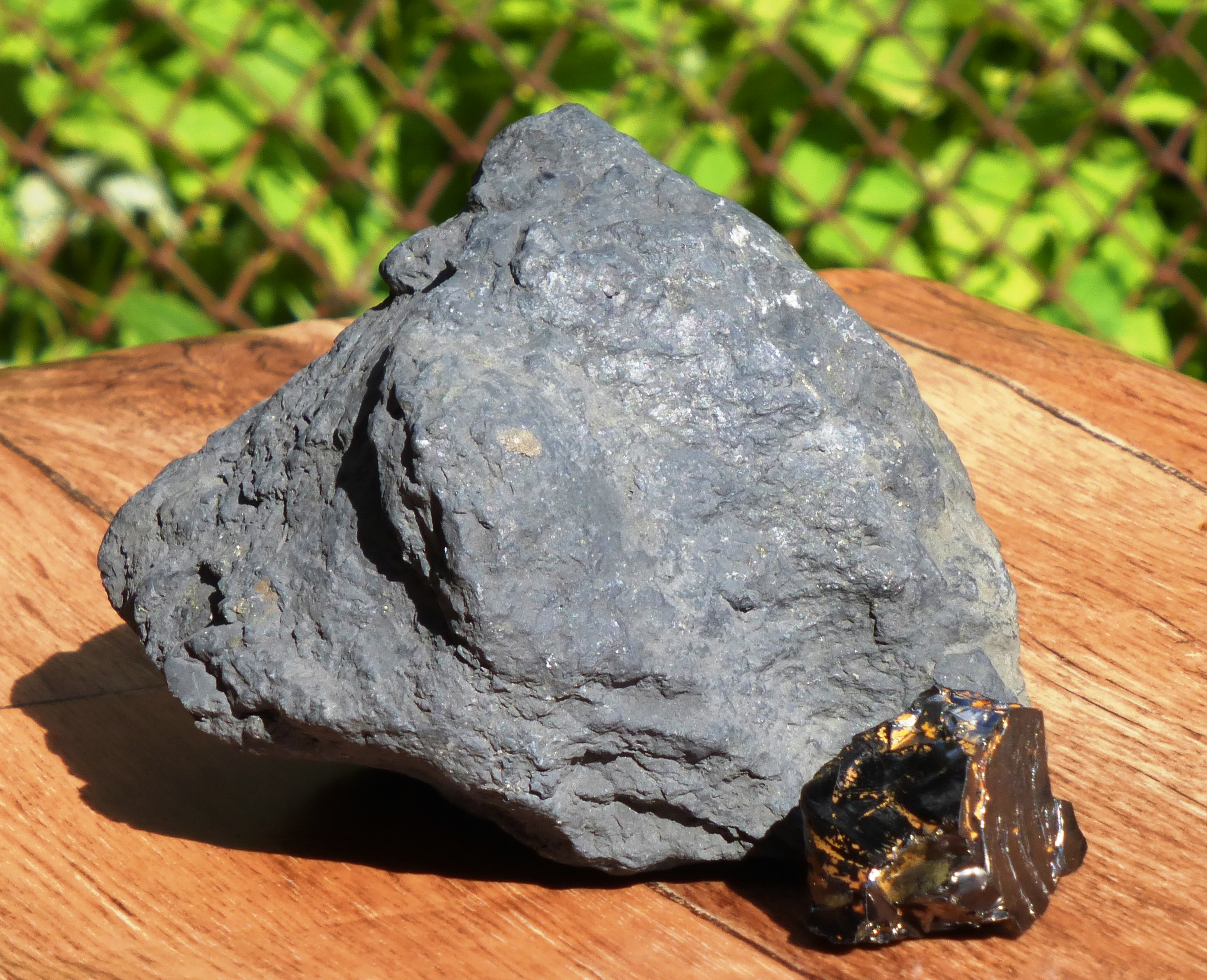

La shungite est une roche ou un minéral :
- les shungites sont des roches précambriennes métamorphisées qui contiennent du pyrobitume (en) (un carbone amorphe)[1] ;
- la shungite est un minéraloïde de type pyrobitume[2]. Il n'est pas reconnu par l'Association internationale de minéralogie comme une espèce minérale à part entière.

## Étymologie
Le nom vient du gisement type : Shun'ga, gisement remarquable de shungite à Shunga (Шуньга) situé en Russie à 180 km de la Finlande près du lac Onega, République fédérative de Carélie, Russie.

## Gisements remarquables
Russie
- Shun'ga, près du lac Onega, République de Carélie[4]
  - Traces secondaires[Quoi ?]

Zaïre
- Kakontwe, Katanga, République démocratique du Congo

Inde
- Mangampeta, Kodur Mandal, Kadapa, Madras, Tamil Nadu[5]

## Données
Certains gisements contiendraient des fullerènes en très faible quantité. Le gisement de Carélie est de loin le plus important et exploité depuis le Tsar Pierre Ier Le Grand (1682-1725). 